# 719
719 (DCCXIX) var ett normalår som började en söndag i den julianska kalendern.

## Händelser

### Okänt datum
- Karl Martell besegrar kung Radbod av friserna. Frisiska riket blir en del av Frankerriket.
- Wessexmunken Winifrid skickas av påve Gregorius II, som ger honom namnet Boniface, för att kristna Tyskland och erkänna kyrkan där.
- Nubiens kyrka byter tillhörighet från östortodoxa kyrkan till den Koptisk-ortodoxa kyrkan.
- Islamiska invasionen av Gallien.

## Födda
- Yang Guifei, inflytelserik kinesisk konkubin.

## Avlidna
- Chlothar IV, frankisk kung av Austrasien sedan 715
- Go av Balhae